# Pierre-Marie Touboulic
Pierre-Marie Touboulic, né le 17 juin 1783 à Brest et mort le 8 juin 1859 à Paris, est un ingénieur de la Marine, également inventeur et écrivain.

## Biographie
Pierre-Marie est né à Brest le 17 juin 1783. Il est le cinquième enfant d'une fratrie de six enfants d'un maître serrurier, Jean-Louis Touboulic et de Marie Félicité Abalain. Il s'est marié une première fois avec Hortense Auvray, le 17 juin 1818 à Brest dont il eut une fille Hortense Félicité Claudine (26 avril 1819- juillet 1819). Il se maria une deuxième fois avec Jeanne Augustine Le Donné le 16 mai 1825 à Brest qui lui donna 3 enfants dont deux filles Jeanne Augustine Félicité et Marguerite Hortense et enfant mort-né. Puis en troisième noces avec Marie Guillemette Querné le 13 janvier 1836 à Brestqui lui donna un fils Jean Alexandre Marie.
Il aurait fait toute sa carrière à Brest. Mécanicien de la marine en 1818, Chef de l'atelier des boussoles de 1825 à 1836 et ingénieur mécanique plus tard. Il a reçu la distinction de chevalier de la Légion d'honneur en 1825. Il est décédé à Paris le 8 juin 1859 (6 rue de Castiglione dans le 1er arrondissement).
Il est le frère de Toussaint Touboulic, chevalier de l'Ordre de Saint-Louis, capitaine de frégate de renommée. Le fils d'une de ses cousines Perrine Jeanne Adélaïde Touboulic (née le 11 juillet 1780 à Lorient) est Louis Maurice Adolphe Linant de Bellefonds.
Il a construit les plans-reliefs des ports de Brest et Lorient , détruits durant la seconde guerre mondiale lors des bombardements sur les villes de Brest et Lorient, ou encore le plan-relief de Rochefort qui est visible à Rochefort. Et l'inventeur de différents outils liés à divers secteurs de la marine dont un compas de variation en 1856 (brevet d'invention cote 26642 à l'INPI), une cloche sous-marine (archives départementales du Finistère, cote 4 T 5), un système de translation aérienne qu'il nomme vélociposte en 1808 (brevet d'invention cote 1BA6239 à l'INPI). Il inventa l'ancêtre du premier téléphérique urbain avant les chemins de Fer en 1838, un premier essai sera effectué du 3 au 12 octobre 1838 dans le bois de Bordenave à Brest. L'expérience ait été poursuivie en 1839 pendant au moins trois mois sur les remparts du fort Bouguen avec la participation de 800 personnes. La presse de l’époque (Armoricain) se fit l’écho d’utilisations possibles : transport de bagnards, de malades, etc. Le téléphérique brestois est appelé le Touboulic Express par la ville de Brest en 2014.
Le premier recycleur, basé sur l'absorption du dioxyde de carbone, fut breveté en France le 17 juin 1808 par Sieur Pierre-Marie Touboulic. Il fonctionnait avec un réservoir d'oxygène. L'oxygène était libéré par le plongeur, par circulation en circuit fermé à travers une éponge imbibée d'eau de chaux. Touboulic avait appelé son invention Ichtioandre (en grec pour "'homme-poisson'").
En 1834, il fait des expériences de sous-marin sur la Loire.

## Sources
- Archive de Brest (état civil)